# Шутов, Владимир Алексеевич
Влади́мир Алексе́евич Шу́тов (род. 17 ноября 1971, Чайковский, Пермская область) — российский футболист, выступавший на всех позициях в поле. Сыграл пять матчей в высшей лиге России.

## Биография
Воспитанник футбольной школы города Чайковский. В высшей лиге был заявлен на позиции нападающего, также в разные периоды карьеры играл в полузащите и защите.
На взрослом уровне начал выступать в 1990 году в составе чайковской «Энергии», игравшей в первенстве коллективов физкультуры, а в 1994—1995 играл за клуб в третьей лиге России.
В 1995 году перешёл в «КАМАЗ». Дебютировал в высшей лиге 29 июля 1995 года в матче против «Уралмаша», выйдя на замену на 74-й минуте вместо Андрея Завьялова. Всего за первую команду клуба сыграл 5 матчей, во всех выходил на замены, а также провёл 7 матчей за дублирующий состав. В августе 1995 года выступал в составе студенческой сборной России (сформированной из игроков «КАМАЗа») на летней Универсиаде в Японии (5 матчей), и завоевал бронзовую медаль.
В дальнейшем выступал за «Энергию» (Чайковский) и «Металлург» (Выкса) в низших дивизионах чемпионата России. В составе «Металлурга» становился победителем зональных турниров третьей лиги в 1997 году и первенства ЛФЛ в 1998 году. Завершил профессиональную карьеру в 2001 году.